# Maria Geroldine Dörpinghaus
Maria Geroldine Dörpinghaus (* 21. Dezember 1937 als Ursula Dörpinghaus in Dillingen/Saar; † 6. August 2020 in Mülhausen / Niederrhein) war eine deutsche Ordensfrau, Kunstpädagogin und zeitgenössische Malerin der klassischen Moderne. Im Mittelpunkt ihres jahrzehntelangen künstlerischen Schaffens steht die Christliche Kunst in der abendländischen Kulturtradition der Ars Sacra. Schwester Maria Geroldine gehörte seit 1952 dem römisch-katholischen Frauenorden der Schwestern Unserer Lieben Frau (SND) an und ist im Volksmund als „malende Nonne“ bekannt.

## Herkunft und Familie
Maria Gerolinde kam am 21. Dezember 1937 als Tochter der Eheleute Bruno Dörpinghaus und Maria, geb. Brunsbach, auf die Welt. Sie wurde auf den Namen der hl. Ursula getauft. Geburtsort ist Dillingen/Saar, ein Ort mit einer über 2000 Jahre alten Siedlungsgeschichte. Etwa 30 Minuten vor der Geburt von Ursula kam ihr Zwillingsbruder Felix Dörpinghaus zur Welt. Die Geschwister entschieden sich später für den Dienst in der katholischen Kirche: sie als Ordensschwester, er als Priester.

## Familiengeschichte
Ursula und Felix Dörpingshaus entstammen einer wertkonservativen römisch-katholischen Familie. Der Vater Bruno Dörpinghaus war Luftfahrtingenieur. Ab 1945 engagierte er sich als persönlicher Freund von Konrad Adenauer für Organisation und Aufbau der CDU in Westdeutschland. Er gehörte nach dem Zweiten Weltkrieg zu den Pionieren des Wiederaufbaus der demokratisch konzipierten Bundesrepublik Deutschland unter dem ersten Bundeskanzler Adenauer. Bruno Dörpinghaus war von 1947 bis 1951 Generalsekretär der „Arbeitsgemeinschaft der CDU-CSU Deutschland“ und blieb bis zum Lebensende Amtsträger in führenden Positionen dieser Christlichen Volkspartei.
Der Berufswechsel des Vaters 1945 war auch für Ursula Dörpinghaus mit mehrmaligen Wechseln des Wohnsitzes verbunden. 1946 wechselte sie von der Grundschule Rodheim vor der Höhe zur Schule nach Frankfurt-Niederrad. 1950 erfolgte die Aufnahme im Gymnasium Liebfrauenschule in der damaligen Bundeshauptstadt Bonn am Rhein.
Sie ist verwandt mit Rolf Dörpinghaus, führender deutscher Luftfahrtjournalist, früherer Chefredakteur des „aerokurier“, und Johannes Pastor, Bundesumweltministerium, ehemaliger Leiter der Unabhängigen Umweltexpertengruppe beim Havariekommando in Cuxhaven.

## Kunst als Berufung  und Erfüllung
Die künstlerische Neigung von Ursula Dörpinghaus war durch ihren Vater geprägt und wesentlich gefördert worden, der wie Adenauer dem von Hermann Muthesius, Friedrich Naumann und Henry van de Velde mitgegründeten Kunstverband „Deutscher Werkbund“ angehörte.
Mit der Aufnahme in die Aspirantenschule der Schwestern Unserer Lieben Frau (SND) zu Mühlhausen ab 1952 unterstützte die Kongregation die kunstbegabte Novizin und künftige Ordensschwester in ihrem pädagogischen Berufswunsch, zumal die Schwerpunkttätigkeit des Ordens traditionell in pädagogischen und sozialen Institutionen liegt. So wirkte sie über Jahrzehnte in Schulen und Ausbildungsstätten sowie in öffentlichen Einrichtungen in Düsseldorf, Ratingen und Geldern.
Ihrem Einsatz im Dienste des Ordens ging ein mehrfächriges Kunststudium voraus, das sie u. a. an folgenden Instituten absolvierte: Kölner Werkkunstschulen (1958), Fachschule für Sozialpädagogik (1960–1962), „Seminar für werktätige Erziehung in Düsseldorf“ (1967), an dem Gottfried Wiegand Zeichnen und Tonarbeiten lehrte.

## Freies künstlerisches Schaffen
Die Beendigung der pädagogischen Arbeit ermöglichte der Schwester in der Ordensgemeinschaft ab 1990 mehr zeitliche Hinwendung zum freien künstlerischen Schaffen. Zugleich diente sie weiterhin sporadisch in der Kunsterziehung. Die Ordensfrau Maria Geroldine widmet sich als freie Künstlerin verstärkt dem zentralen Thema der sakralen Kunst. Hinzu kamen außerdem die Bereiche der Schöpfung wie Flora und Fauna. Sie sagt zu dieser Zeit: „Ich versuchte im freien Kunstschaffen meine Ideen zu verwirklichen. So entstand unter anderem die Gestaltung eines Kreuzweg-Zyklus mit Bezug zum Zeitgeschehen. Ferner gestaltete ich in immer wieder neue Variationen Rosenkranz-Zyklen zur Vertiefung der Heilsgeheimnisse im Neuen Testament.“

## Bilder und Graphik
Die Malerei und Grafik von Schwester M. Geroldine Ursula Dörpinghaus war seit den 1960er Jahren an all ihren Wirkungsstätten öffentlich zugänglich. Die Ausstellungstätigkeit stieg mit dem Beginn ihrer Lehrtätigkeit an schulischen Einrichtungen und Bildungsstätten. Ihre Kunst war stets „nahe am Menschen“, die den Wert der christlichen Kulturtradition in Europa erkannten.
Die Ordensfrau nutzt neben den klassischen Maltechniken auch zeitgenössische Wege der Realisierung ihrer Visionen und Vorstellungen. Sie entwickelte unter anderem eine Mischtechnik, die Collage, Malerei und Zeichnung kombiniert. Dadurch erzielt sie bewusst auch Bildnisse mit plastischer Wirkung.
Weitere Arbeiten entstanden als Batiken. Dazu gehören Themen wie „Christi Geburt zu Bethlehem“ und „Batik der St. Adelheid“, die auf verschiedenen Ausstellungen in Kirchen, Institutionen und musealen Einrichtungen gezeigt werden. Hohe Qualitätsansprüche hat Schwester Maria Geroldine in ihren sakralen Entwürfen für Kirchenfenster erfüllt. Eine Sammlung dieser Werke befindet sich im Museum Europäischer Kunst in Schloss Nörvenich bei Düren. Sie werden dort verwahrt und können etwa bei Kirchen-Neubauten in Glas und adäquaten Materialien umgesetzt werden.
Weitere Arbeiten der Ordensfrau befinden sich auch in der Sammlung Europäische Kultur Stiftung Deutschland (Bonn-Berlin-Paris).

## Ausstellungen
Das sakrale Schaffen von M. G. Ursula Dörpinghaus wurde in Galerien und öffentlichen Sammlungen gezeigt. Dazu gehören:
- 1979: Kreuzweg  – 14 Stationen. Dauerausstellung in der  Kirche  St. Adelheid  Geldern.
- 2013:  „Neue Bilder und Collagen“, Rittersaal Schloss Nörvenich
- 2014: „Bilder zur  Marienverehrung “, Galerie Marco Edition, Bonn
- 2015: „Farbe und Form der Kirchenfenster“, Museum Europäischer Kunst (Nörvenich).
- 2017: „Ars Sacra“ –  eine Retrospektive sakraler Kunst, Jahresausstellung 1. Mai bis 30. September 2017, Museum Europäischer Kunst, Schloss Nörvenich. Am 9. Mai 2017 besuchte Bundesinnenminister Thomas de Maizière die Jubiläumsausstellung zum 80. Geburtstag der Ordensfrau im Schloss Nörvenich und würdigte die Traditionsverbundenheit der Nonne.